# Komba Mondeh
Komba Sylvester Mansa-Musa Mondeh (31 de outubro de 1966 - janeiro de 2023) foi um oficial militar de alta patente do exército de Serra Leoa. Mondeh foi um dos seis jovens soldados do exército serra-leonês responsáveis pela deposição do governo do Congresso de Todo o Povo liderado pelo presidente Joseph Saidu Momoh em 29 de abril de 1992. Mondeh serviu como Chefe do Estado-Maior do Conselho Nacional de Governo Provisório e vice-chefe de Estado de Serra Leoa em 1996 sob o comando do Brigadeiro Julius Maada Bio.
Ele operou como Comandante do Setor Oeste da Missão das Nações Unidas e da União Africana em Darfur (Sudão) até ser forçado a se aposentar em junho de 2013.